# Сонячний годинник Києво-Могилянської академії
Сонячний годинник Києво-Могилянської академії — сонячний годинник, пам'ятка науки кінця XVIII століття. Розташований в Києві посередині внутрішнього подвір'я колишнього Братського Богоявленського монастиря між братськими келіями і трапезною за адресою: вулиця Григорія Сковороди, 2.

## Історія
Годинник збудований за проектом викладача математики Києво-Могилянської академії француза П'єра Брульйона як наочне приладдя для студентів.
У 1871 році реставрований професором академії П. Скворцовим. Пошкоджений у 1941—1944 роках, у 1950-х роках відремонтований, у 1970 році реставрований.

## Опис
Належить до сонячних годинників вертикального типу. Цегляний, у вигляді колони доричного ордера, на невеликому квадратному п'єдесталі. Її увінчує баня, яка завершується шпилем із флюгером. Посередині колони — вертикальні металеві циферблати з розграфленням, оцифруванням і вертикальними фігурними пластинками-гномонами. На кожному циферблаті напис:
- «Годинник східний»;
- «Годинник західний»;
- «Годинник полудневий»;
- «Годинник північний».

На південному циферблаті вказано дату 1823, яка є, ймовірно, роком виготовлення циферблату.

## Галерея

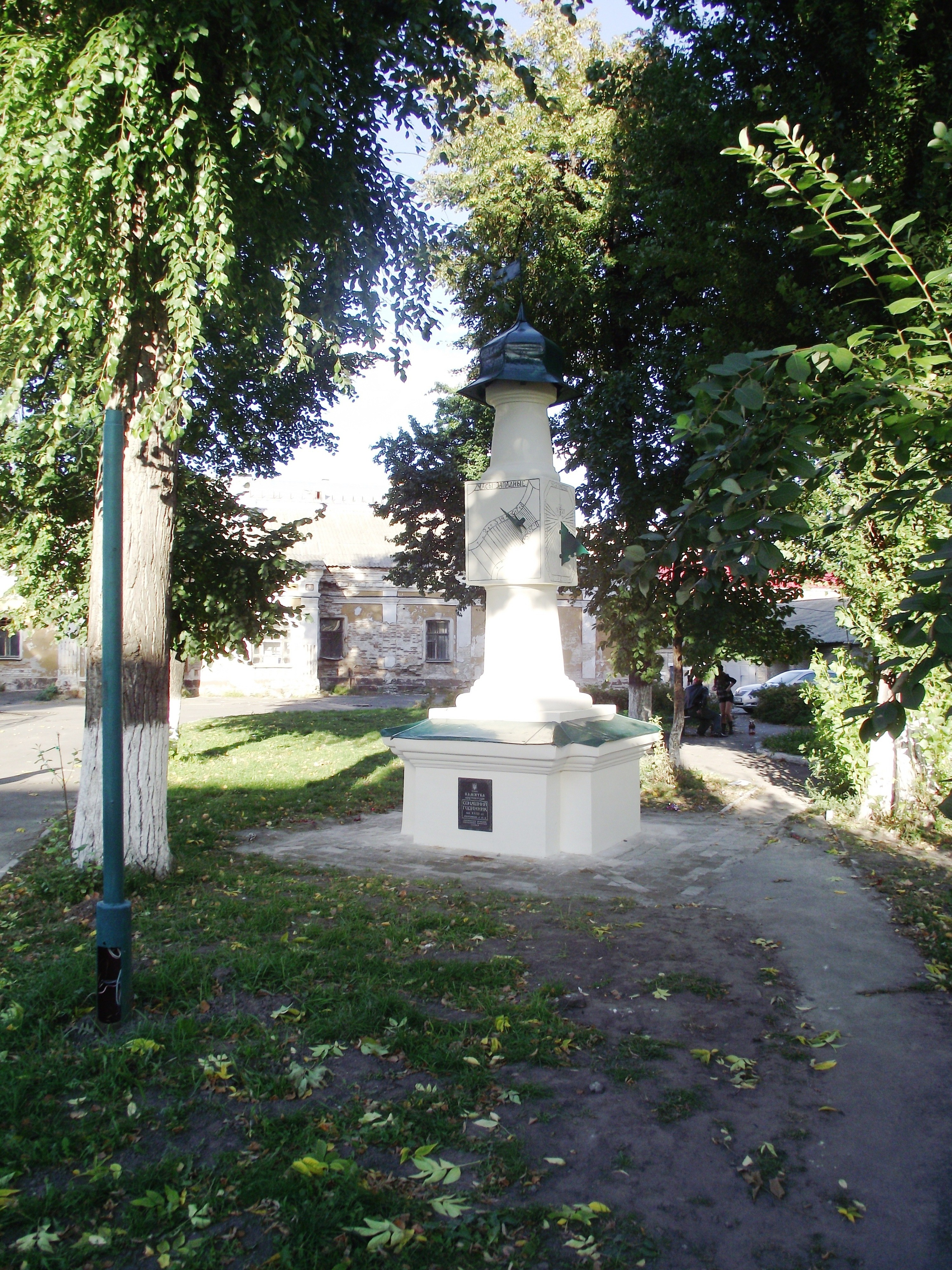
Західний бік
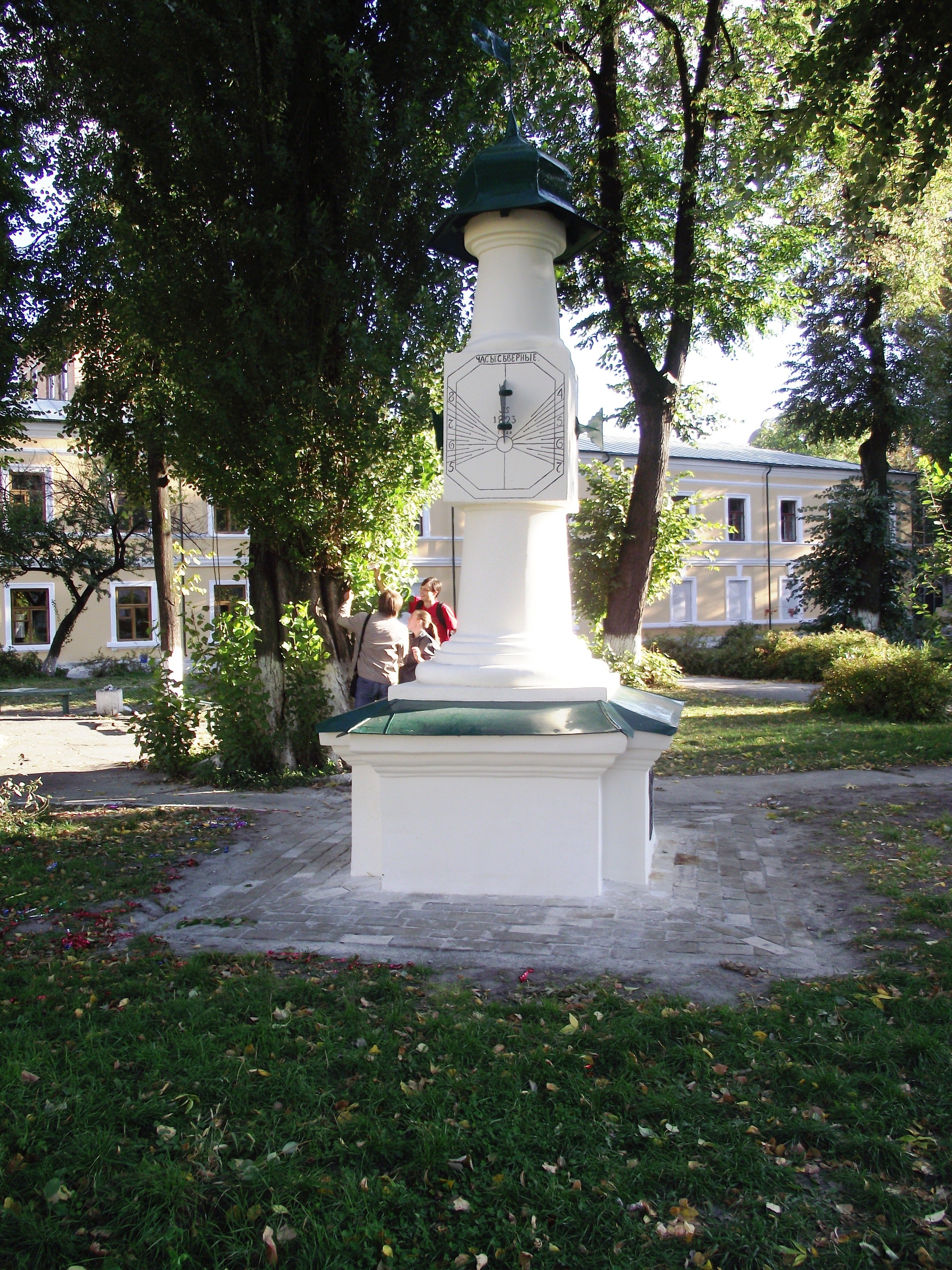
Північний бік
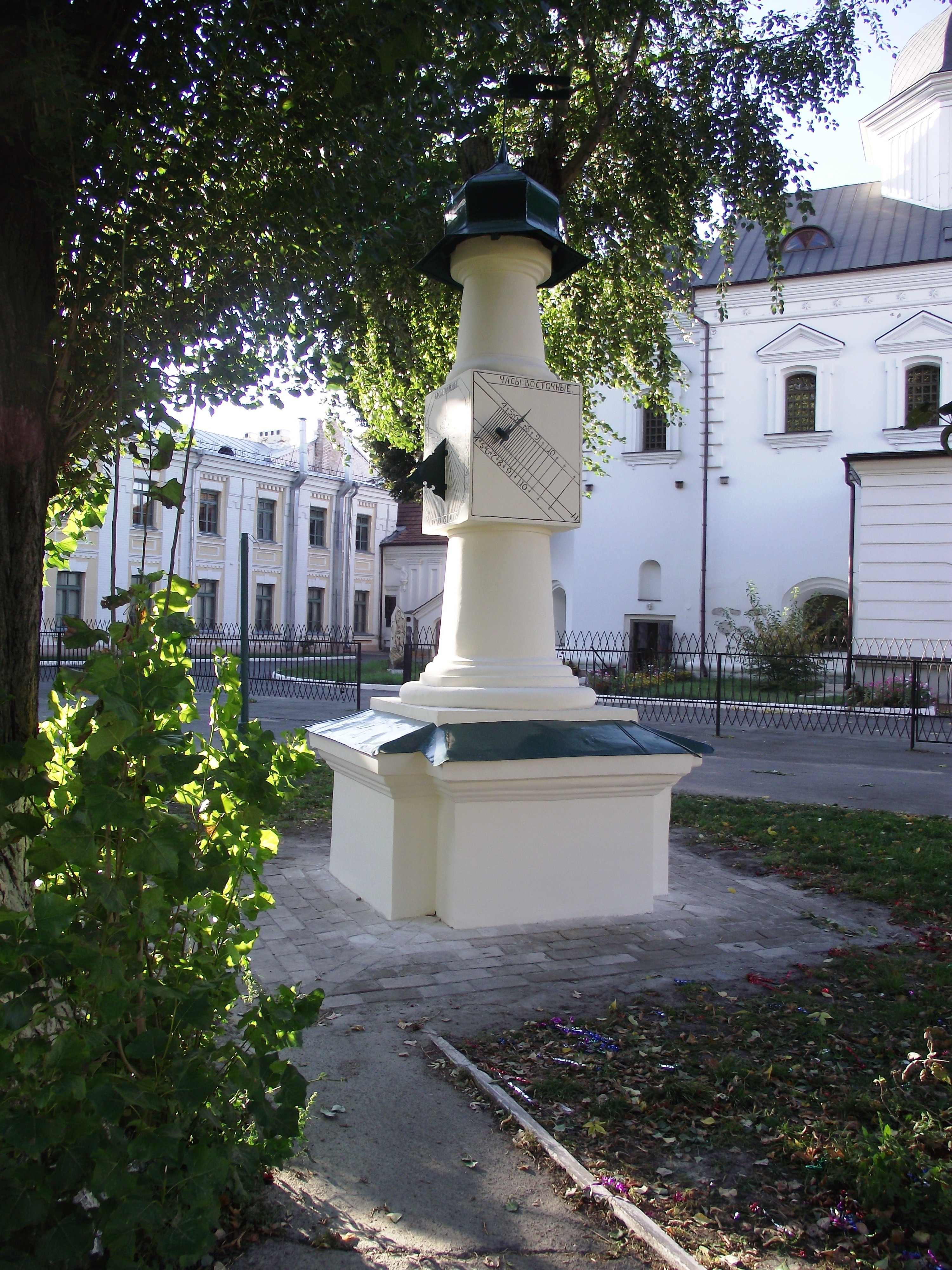
Східний бік
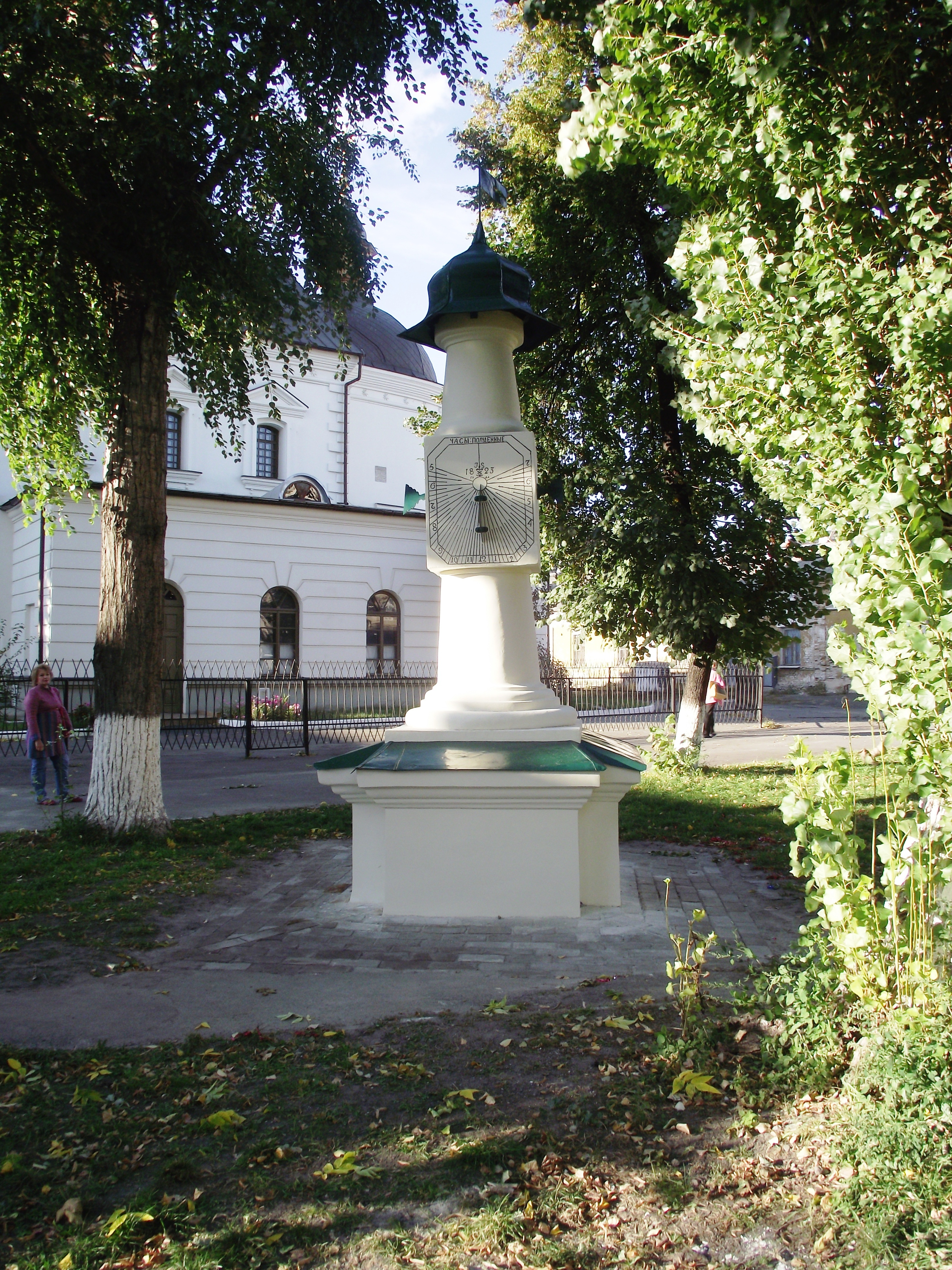
Південний бік